# Steve Brookstein
Steve Desmond Brookstein (* 10. November 1968) ist ein britischer Sänger. 

## Werdegang
Brookstein startete seine Karriere 2004 als Gewinner der ersten Staffel von The X Factor, einer Casting-Show des britischen Fernsehsenders ITV. Bei seinem Auftritt in der Finalsendung am 11. Dezember 2004 konnte er im Televoting 8 Millionen Stimmen für sich verbuchen.
Vor seiner Teilnahme an der Sendung war Brookstein lediglich in verschiedenen Pubs im Süden Londons als Karaokesänger aufgetreten.
Der Sieg bei The X Factor war mit einem mit 1 Million britischen Pfund dotierten Plattenvertrag verbunden. Am 20. Dezember 2004 erschien Brooksteins Debütsingle, eine Coverversion des Phil-Collins-Klassikers Against All Odds (Take a Look at Me Now) aus dem Jahr 1984. Mit dieser Single erreichte er am 8. Januar 2005 Platz 1 der britischen Singlecharts. Alle Einnahmen aus dem Verkauf der Single stellte Brookstein den Opfern der Flutkatastrophe im Indischen Ozean zur Verfügung.

## Diskografie
Alben
- 2005: Heart & Soul
- 2006: 40,000 Things

Singles
- 2004: Against All Odds
- 2006: Fighting Butterflies